# 1,3-二氟-2-丙醇
1,3-二氟-2-丙醇（英語：1,3-Difluoro-2-propanol）是一种代谢毒物，与氟乙酸钠类似，能中断三羧酸循环，常用作鼠药。它是鼠药鼠甘伏（Gliftor）的主要成分之一（另一个是1-氯-3-氟-2-丙醇），曾在前苏联广泛使用。